# 亞納高原
亞納高原是俄羅斯的高原，位於薩哈共和國東北部，平均海拔高度500至800米，最高點海拔高度1,768米，山體由砂岩、砂岩、頁岩和花崗岩組成，處於該高原的城鎮有上揚斯克。